# Educação em Angola
A educação em Angola diz respeito ao conjunto de elementos formais que se somam para formar do sistema de ensino do país, que mescla estabelecimentos de ensino público, privado e comunitário/confessional.
Dada a característica do país, de colonização e independência tardia, o sistema educacional angolano demorou sobremaneira para desenvolver-se, pautando-se em ciclos de franca expansão, com períodos de praticamente dormência. A independência da nação e sua subsequente vinculação ao bloco socialista, bem como as guerras colonial e civil, influiu bastante no sistema de ensino da jovem nação.

## Desenvolvimento histórico

### Período pré-colonial
Ao chegar a bacia do congo, em 1481, Portugal encontrou uma série de Estados africanos que dominavam a região. Esse contato deixou registrado que naqueles territórios já havia uma educação formal, pelo menos voltada às cortes reais locais, aos chefes tribais e aos indivíduos mais influentes daquelas sociedades.
No Reino do Congo os portugueses tanto se impressionaram do grau de instrução das pessoas que ali viviam que, depois de se familiarizarem, os chamaram de "gregos de África". Já no século XV existiam escolas de mestres em Mabanza Congo, a capital do reino, fato que levou os portugueses a levar alguns daqueles cidadãos do Congo para ministrar aulas de humanidades na metrópole. Em contrapartida, a comitiva de Diogo Cão, com autorização do rei João I do Congo, partiu com um grupo de nobres do Congo "a fim de serem educados em Portugal e instruídos e baptizados na fé cristã".

### Período colonial antigo (1482 a 1926)

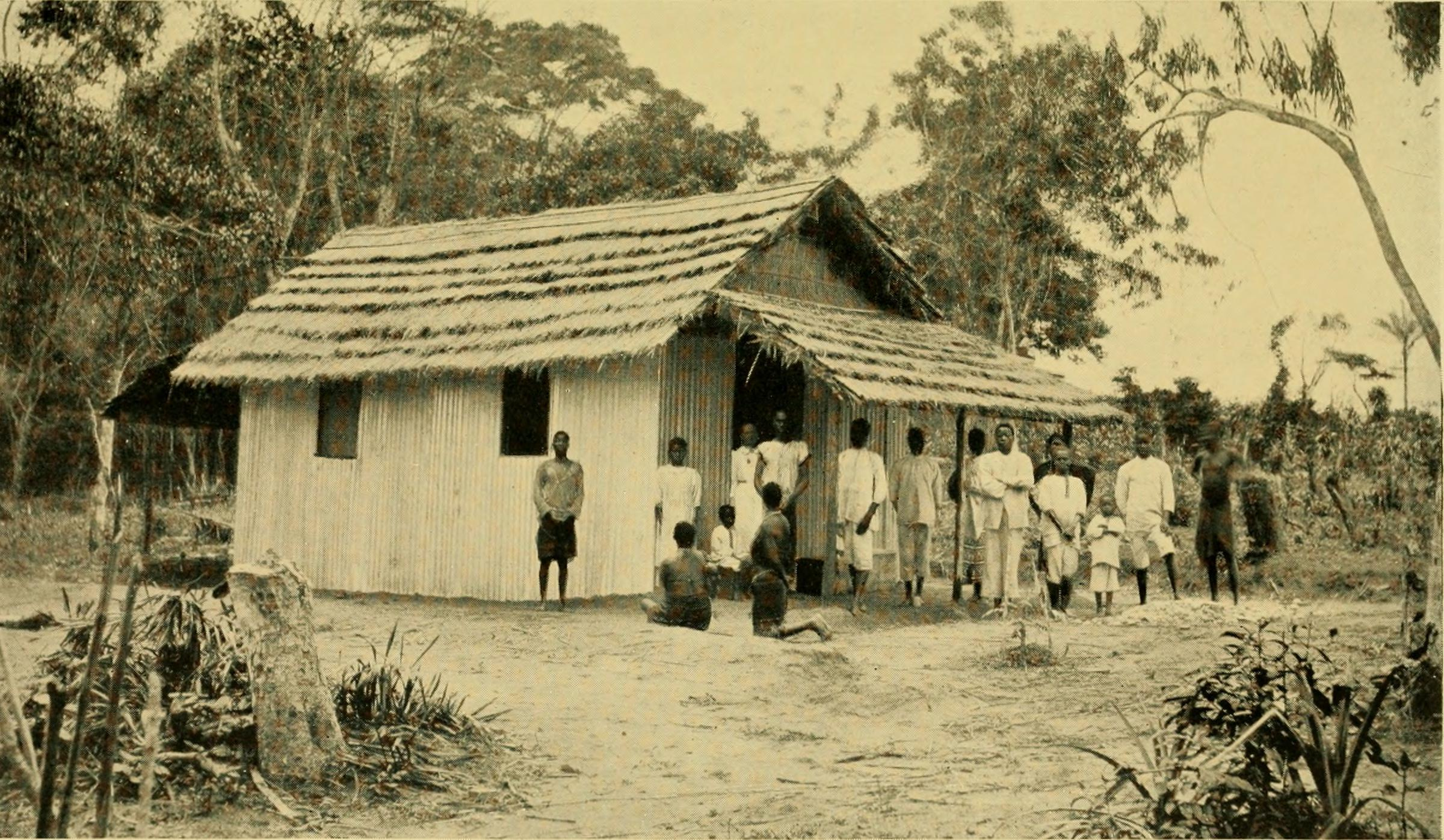
Escola de Missionários Batistas, em 1911, no norte de Angola.

O ensino escolar de influência portuguesa em Angola teve início no século XVI, portanto muito antes do actual território constituir uma unidade. No decorrer da sua presença no Reino do Congo, os padres católicos presentes na corte de Mabanza Congo empenharam-se em divulgar não apenas o cristianismo, mas também a língua portuguesa e a correspondente escrita, bem como rudimentos de matemática..
Em 1514, já existiam no Reino do Congo escolas masculinas de influência católico-portuguesa em Sundi, Quimbamba, Bambata e Pango. Uma irmã do rei ensinava meninas numa escola de Mabanza Congo. Essa geração de mestres eram compostos também por congoleses formados em Portugal nos Lóios e as cartilhas de ensino impressas nas oficinas congolesas. Em 1548, o padre Diogo Gomes foi mandado ao Congo, abrindo uma escola para 600 estudantes.
Depois da fundação das Praças Fortes de Luanda e de Benguela, estabeleceram-se lá algumas escolas de nível básico, inicialmente apenas para filhos dos colonos brancos, inclusive alguns que tiveram mulheres africanas, depois também para um pequeno número de crianças africanas. Nesta fase, as escolas não constituíam um sistema de ensino e nem sequer tinham estruturas muito definidas.  
Entre 1548 e o século XIX o ensino foi basicamente capitaneado pelos missionários católicos. A primeira viragem ocorreu no ano de 1699, quando foi iniciada a Aula de Geometria e Fortificação, o primeiro curso de Engenharia da África Subsaariana, voltado para os militares portugueses, tendo como finalidade preparar os mesmos para erguer as edificações da colônia. Em 24 de Abril de 1789 foi criada a Aula de Medicina e Anatomia de Luanda, pela Carta Patente de D. Maria I, sendo a predecessora reclamada da Faculdade de Medicina da Universidade Agostinho Neto. Em 29 de Dezembro de 1836 a Aula de Medicina passou a denominar-se Escola Médico-Cirúrgica de Luanda e, em 2 de Abril de 1845, alterou-se finalmente a denominação para Instituto Prático de Medicina da África Ocidental Portuguesa.
A situação mudou no decorrer do século XIX, quando Portugal passou a ocupar lentamente o território correspondente ao de Angola de hoje e, paralelamente à acção militar, e muitas vezes a precedê-la, houve uma acção missionária cada vez mais extensa, tanto católica como protestante. Os missionários ligavam sempre a cristianização a uma escolarização mais ou menos desenvolvida. Esta começou, inclusive, a abranger a população africana urbanizada que se aglomerava em Luanda e Benguela bem como nas vilas que se foram fundando passo a passo.
Assim, apenas em 1845 foi instituída em Angola uma estrutura oficial do ensino, pelo decreto de 14 de agosto de 1845, criado por Joaquim José Falcão, ministro do Estado, da Marinha e do Ultramar, e assinado pela rainha D. Maria II. Falcão criou algumas escolas, tal como a Escola Principal de Instrução Primária, e constituiu um Conselho Inspetor de Instrução Pública.
O final deste ciclo pode-se dizer que ocorreu com a instalação do primeira liceu angolano, o Liceu Central de Luanda (atual Magistério Mutu-ya-Kevela), em 22 de fevereiro de 1919, somente equiparado ao regime jurídico dos liceus da metrópole em 13 de dezembro de 1923.

### Período colonial clássico (1927 a 1961)

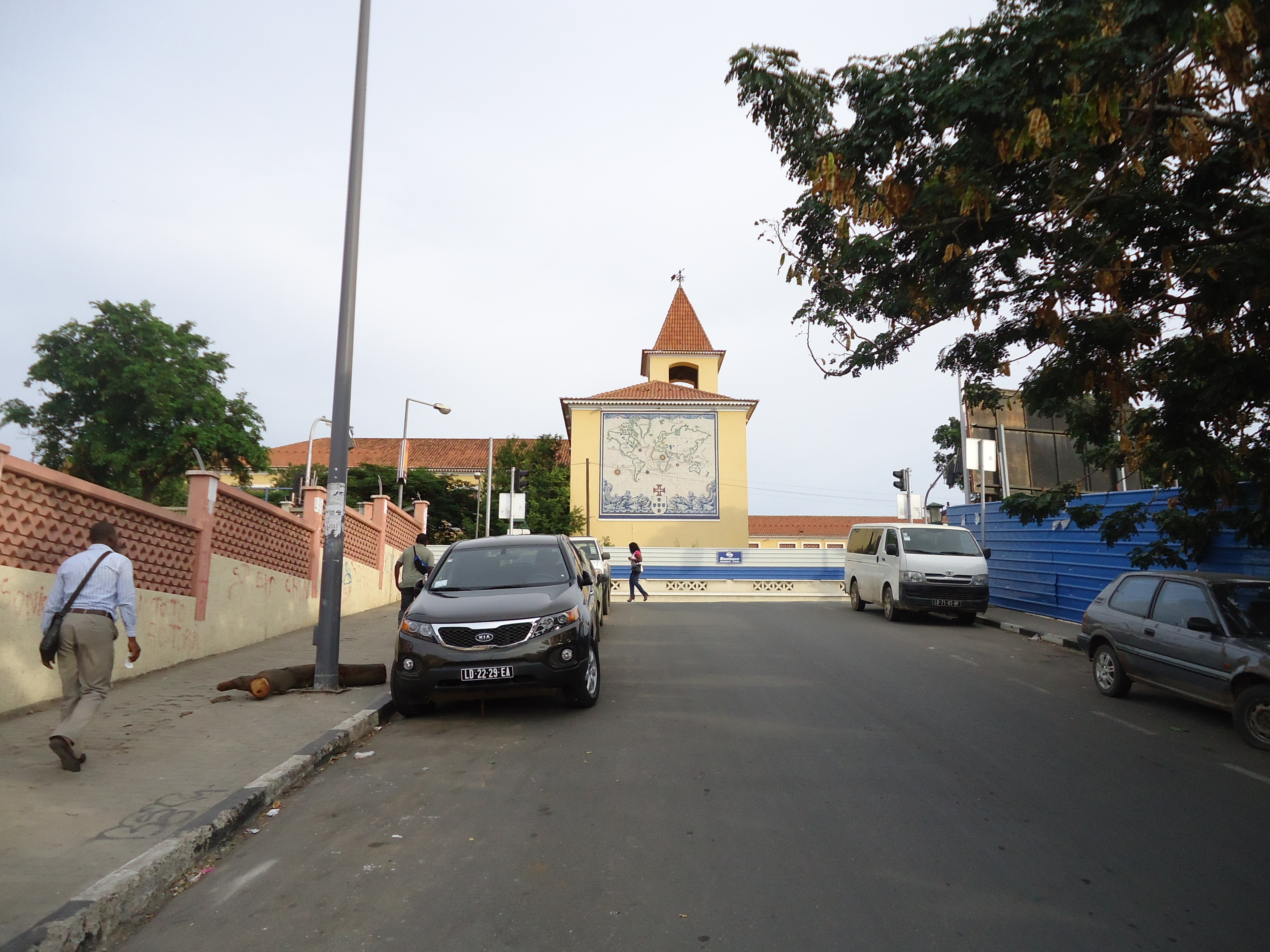
Mapa do mundo com azulejos portugueses, em uma das paredes do Edifício Liceu Nacional Salvador Correia, sede do Magistério Mutu-ya-Kevela, em 2013.

No início do século XX, delimitado no essencial o território colonial, iniciou-se a construção de um Estado colonial e, inclusive, de um incipiente sistema de ensino: ao lado das escolas missionárias, criaram-se nos ambientes urbanos escolas básicas do Estado e, pouco a pouco, alguns liceus. Em meados dos anos 1920, com o advento do Salazarismo em Portugal, houve uma primeira sistematização deste sector, que durou 30 anos e que, no período do "colonialismo tardio", cedeu o lugar a um sistema inteiramente reformulado. Para o período de ocupação colonial podem, portanto, distinguir-se duas fases no domínio da educação escolar, uma de 1928 a 1958, e outra de 1958 a 1975.
O primeiro período caracteriza-se pela aplicação ao ensino de uma política de separação por raças que chegou a ser apelidada de apartheid branda. Para o nível primário e secundário geral foi introduzida uma distinção e separação entre escolas que obedeciam ao modelo introduzido em 1927 em Portugal, reservados aos "civilizados" (brancos, a maior parte dos mestiços, um ínfima parte dos negros) e escolas para "indígenas" que, geralmente, não iam para além da segunda classe. Na primeira categoria, as escolas eram na sua maioria estatais, mas numa parte significativa (a partir dos anos 1930) também privadas ou de comunidades religiosas. O número de alunos do ensino primário nesta categoria, cerca de 4000 em 1929/30, chegou a mais de 35 000 em 1959/60, sendo pouco menos da metade brancos, perto da quarta parte mestiços, e mais da quarta parte negros. O desenvolvimento a nível secundário foi mais lento e acentuou-se apenas nos anos 1950. Para além de liceus em Luanda e no Lubango houve sobretudo os seminários menores da Igreja Católica. Em 1960, o total dos alunos de nível secundário era de cerca de 11 000, na sua grande maioria brancos.
No desenvolvimento do ensino para "indígenas" podem, durante este período, distinguir-se duas fases. De 1926 a 1941 ele teve pouca expressão: em 1929/30 contava apenas com cerca de 2000 alunos, metade nas "escolas-oficinas", metade nas "escolas rurais". Em 1937 estes tipos de escolas públicas foram extintos e substituídos por "escolas elementares de artes e ofícios". Entretanto ocorreu neste domínio uma mudança incisiva pelo facto de o Estado Português encorajar as Missões Católicas a aumentarem a sua actividade no ensino para indígenas, permitindo o mesmo às Missões Protestantes. Em 1929/30, havia pouco mais de 3000 alunos no ensino católico, e dez anos depois eram cerca de 7000. Durante esta fase, o número de alunos no ensino protestante manteve-se estável, pouco acima de 9000.
Uma situação nova dá-se com a assinatura, em 1941, do chamado Acordo Missionário . Este acto entrega às Missões Católicas a responsabilidade integral do ensino para indígenas, então designado como "ensino rudimentar" (e mais tarde como "ensino de adaptação"). As suas escolas são reconhecidas como oficiais. A manutenção do mesmo tipo de escolas é permitida às Missões Protestantes, mas sem reconhecimento como oficiais. O Estado retira-se desta área, exceptuando as poucas escolas de artes e ofícios, que em 1949/50 tinham menos de 400 alunos. 
Durante os anos 1940 e 1950 verifica-se nestes sectores um crescimento contínuo, embora lento. Em 1959/60 encontram-se quase 70 000 alunos nas escolas de adaptação. As escolas normais de adaptação, entretanto fundadas, têm mais de 300 alunos. As escolas de artes e ofícios têm cerca de 1500 alunos. Perto de 290 000 crianças frequentam as escolas de catequese das Missões Católicas, que não fazem parte do sistema "oficial e oficializado" de ensino.

### Expansão colonial tardia (1962 a 1975)

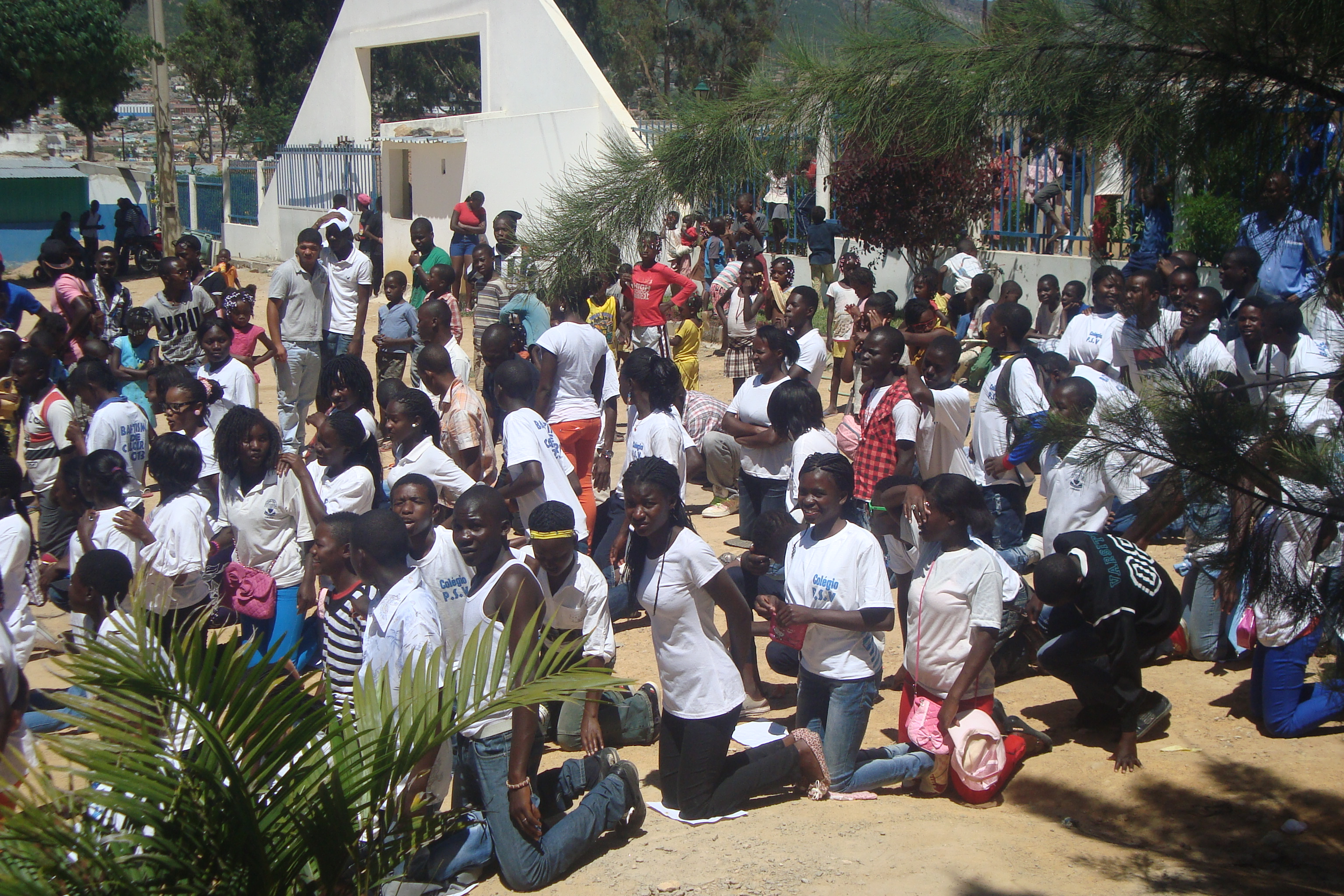
Estudantes durante atividade recreativa no pátio do Colégio P.S.V., em Lubango, em 2011.

Já nos últimos anos 50, houve alterações no sentido de uma flexibilização do sistema. Registou-se uma maior articulação entre os sistemas primários "regular" e "de adaptação", em termos de programas e de possibilidades de passar do segundo para o primeiro. Em reacção às primeiras manifestações de uma resistência anti-colonial armada, ocorridas em 1961, Portugal adoptou medidas radicais, concebidas para opor às ideologias nacionalistas o modelo de uma real integração. Em 1962 foi abolido o Estatuto do Indigenato, reconhecendo a todos o estatuto de cidadão. No domínio do ensino primário, houve uma unificação: a uma classe pré-primária seguiam-se quatro anos regulares. As escolas elementares de artes e ofícios mantiveram-se a título de excepção. Em consequência destas medidas, houve uma verdadeira explosão primeiro do ensino primário, a seguir do ensino secundário. Além disto, foram fundados alguns institutos profissionais de nível médio, bem como a Universidade de Luanda (com uma faculdade no Huambo). Em 1972/73, o total dos alunos tinha quadruplicado em relação a 1961/62: o seu total era ligeiramente superior a 600 000 - mais de 500 000 no ensino primário, cerca de 75 000 no ensino secundário, mais de 3000 no ensino normal (preparação de professores do ensino primário) e um número sensivelmente igual no ensino superior.
Importa salientar que a nível primário a taxa de insucesso escolar era extremamente alta: apenas cerca de 10% dos alunos que ingressavam na classe pré-primária conseguiam concluir o 4º ano. A razão principal residia no facto de apenas uma pequena minoria dos professores ter as habilitações regulares (frequência de uma escola de magistério), mas também que estes estavam sem excepção concentrados nas áreas urbanas. Uma segunda categoria eram os "professores de posto", com uma formação pedagógica básica. Além disto havia os "professores auxiliares" (alguma formação secundária) e os "monitores" (apenas a 4ª classe), ambos sem formação profissional. Em 1970, no universo rural menos de 10% eram professores de posto, enquanto mais de 40% eram professores auxiliares e outros tantos monitores.
De 1961/62 a 1972/73, o aumento do número dos alunos do ensino secundário e médio foi de 500%.. A razão principal residiu, naturalmente, na abertura à procura por parte dos anteriormente "não civilizados". Contribuiu ao aumento também a criação de Escolas Preparatórias que representavam uma uniformização, e autonomização institucional, dos dois primeiros anos do ensino secundário (liceal, técnico, comercial). Uma terceira razão foi o aumento do número de liceus, essencialmente em resposta a uma pressão por parte das pequenas burguesias de todas as raças.
Foi esta mesma pressão que levou à introdução de algumas instituições de ensino superior. A mais importante foram os chamados "Estudos Gerais Universitários", criados em Luanda em 1962/63 e mais tarde transformados em Universidade de Luanda, com faculdades de economia e medicina em Luanda e uma faculdade de agronomia no Huambo. Ao mesmo tempo foi dada à Igreja Católica a permissão para acrescentar um curso superior ao Instituto Pio XII de Educação e Serviço Social.

### Sob a égide socialista (1976 a 1990)

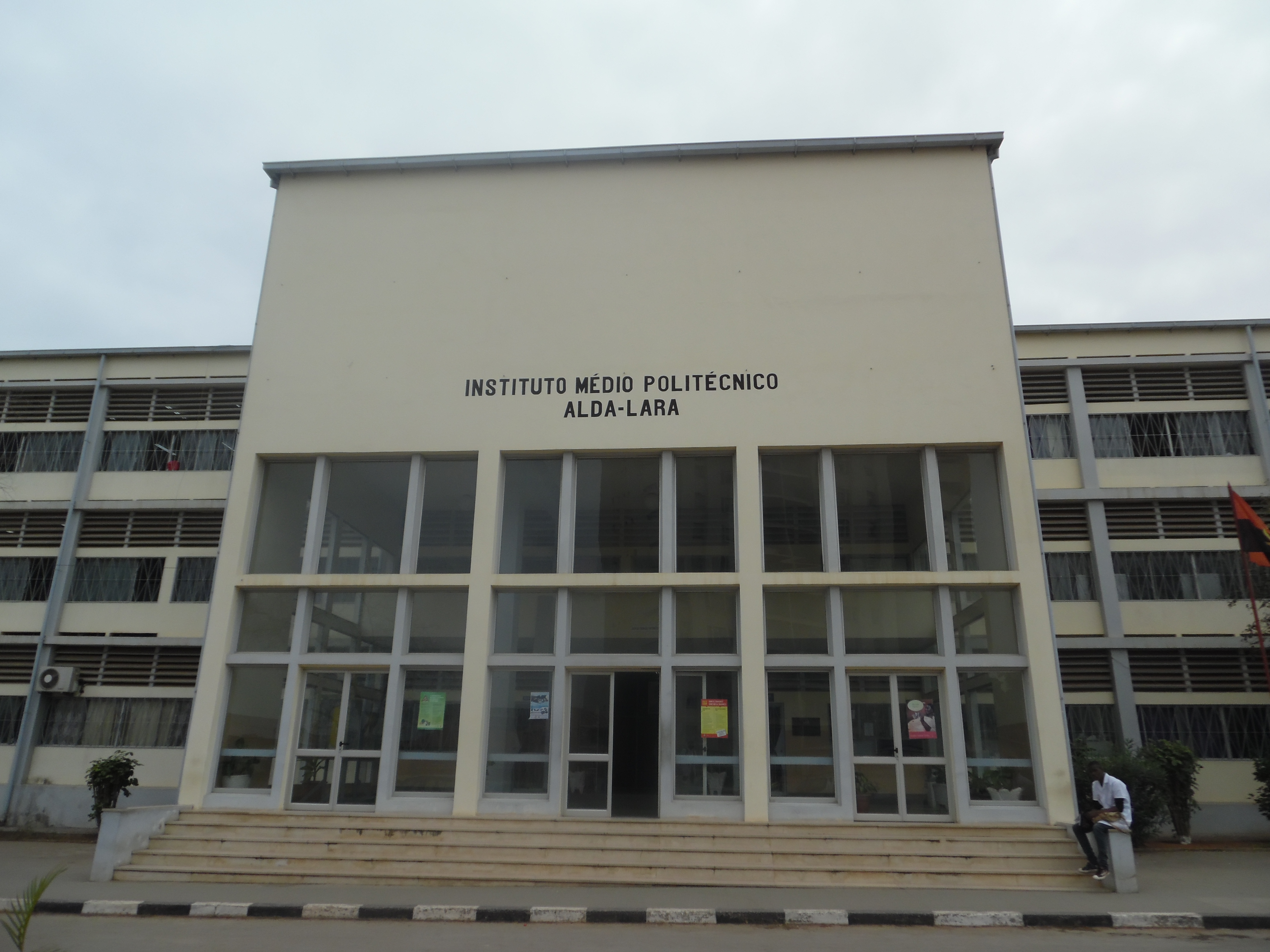
Instituto Médio Politécnico Alda-Lara, em 2016, na Província de Luanda.

Ao conquistar o poder e declarar a independência do país em 1975, o MPLA optou ao mesmo tempo por uma tentativa de combinar a construção nacional com a construção de uma sociedade socialista, tal como definida pelo Marxismo-leninismo. Nesta perspectiva adoptou uma política educacional inteiramente subordinada a estes objectivos.
Durante anos, uma alta prioridade foi dada a uma ampla campanha de alfabetização de adultos que utilizou a técnica didática, mas não a metodologia de base do educador brasileiro Paulo Freire. Para além da transmissão de conhecimentos instrumentais básicos, a campanha teve por objectivo a promoção sistemática de uma identidade social abrangente ("nacional") e uma mentalização política destinada a obter a aceitação do regime estabelecido. Não são conhecidas estatísticas fiáveis quanto a esta campanha, mas pode ser dado como certo que ela atingiu centenas de milhares de pessoas.
Paralelamente procedeu-se a uma reestruturação e expansão do sistema do ensino geral, concebido para, ao menos tendencialmente, abranger a totalidade da população. Na sua versão regular, destinada à população em idade escolar, este sistema passou a compreender oito anos: quatro de ensino primário, dois de ensino pós-primário e dois de ensino complementar. Na sua versão para adolescentes e adultos que não frequentaram a escola enquanto crianças, um programa comprimido era ministrado em seis anos. Este sistema chegou a ser implantado na quase totalidade do território, sendo para o efeito essencial a cooperação cubana que, de certo modo, substituía os luso-angolanos que, durante o período colonial, tinham sido o suporte indispensável de todo o ensino, mas que haviam deixado o país na altura da independência.
Na continuação deste ensino básico, foi estabelecido um ensino médio de quatro anos (9ª a 12ª classes). Boa parte das respectivas escolas tinham como objectivo uma formação técnico-profissional nos mais diversos ramos, inclusive no da formação de professores. A conclusão da 12ª classe dava acesso ao ensino superior. Criaram-se também a nível médio escolas de ensino pré-universitário (PUNIVs), especialmente desenhadas para, em menos tempo, levar ao acesso a estudos superiores em letras e ciências naturais.
Para o estudo superior existia apenas a Universidade de Angola. Esta era a sucessora da Universidade de Luanda e passou em 1979 a chamar-se Universidade Agostinho Neto. Embora ela compreendesse várias faculdades, situadas em Luanda e no Huambo, esta universidade não tinha condições para corresponder à procura gerada pela expansão do ensino, antes e depois da independência - tanto menos como o seu corpo docente ficou drasticamente reduzido com a saída dos professores luso-angolanos, só parcialmente substituídos por "cooperantes" cubanos, alemães (da RDA) e russos. Por esta razão, o MPLA estabeleceu um sistema de bolsas que permitiu, no decorrer dos anos, a vários milhares de alunos de realizar estudos universitários em diferentes "países socialistas"  - principalmente em Cuba, mas também na União Soviética, na República Democrática Alemã e na Polónia.

### Período recente (1991 -presente)

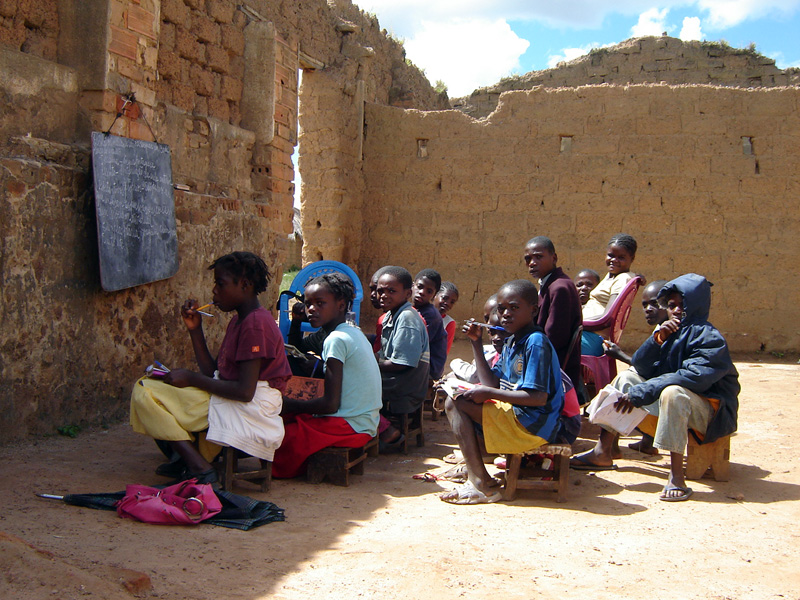
Alunos numa escola danificada pela guerra civil, em 2007, no Cuíto

Depois de o MPLA ter abandonado, em 1991, a experiência socialista e a ideologia marxista-leninista, o ensino passou por uma nova remodelação.
Apesar de, na lei, a educação em Angola ser compulsória e gratuita até os oito anos, o governo reporta que uma cerca percentagem de estudantes não está matriculada em escolas por causa da falta de estabelecimentos escolares e professores. Estudantes são normalmente responsáveis por pagar despesas adicionais relacionadas a escola, incluindo taxas para livros e alimentação.
Ainda continuam a ser significante as disparidades na matrícula de jovens entre as áreas rural e urbana. Em 1995, 71,2% das crianças com idade entre 7 e 14 anos estavam matriculadas na escola. É reportado que uma porcentagem maior de garotos está matriculada na escola em relação às garotas.
Durante a Guerra Civil Angolana (1975-2002), aproximadamente metade de todas as escolas foram saqueadas e destruídas, levando o país aos atuais problemas com falta de escolas. O Ministério da Educação contratou 20 mil novos professores em 2005, e continua a implementar treinamento de professores. Os professores tendem a receber um salário baixo, são inadequadamente treinados, e encontram-se sobrecarregados no seu trabalho (às vezes ensinando dois ou três turnos por dia). Há também relatos de professores que recebem subornos diretamente dos seus estudantes. Outros fatores, como a presença de minas terrestres, a falta de recursos e documentos de identificação, e a fraca saúde também afastam as crianças de atender regularmente às escolas. Apesar dos recursos alocados para a educação terem crescido em 2004, o sistema educacional da Angola continua a receber recursos muito abaixo do necessário. A taxa de alfabetização é muito baixa, com 67,4% da população acima dos 15 anos que sabem ler e escrever português. 82,9% dos homens e 54,2% das mulheres são alfabetizados, em 2001.[carece de fontes?] Desde a independência em 1975, uma quantidade considerável de estudantes angolanos continua a ir todos os anos para escolas, instituições politécnicas e universidades em Portugal e no Brasil ao abrigo de acordos bilaterais entre os governos.
Entretanto o sistema universitário passou, essencialmente desde 2000, por uma expansão muito notável. A Universidade Agostinho Neto passou a dispor de cerca de 40 faculdades, espalhadas pelas principais cidades do país e a funcionar em condições frequentemente precárias. Nos anos 2000 houve duas alterações incisivas neste panorama. Por um lado, a Universidade Agostinho Neto foi desmembrada em 2009, passando a constituir nove novas universidades: as suas faculdades nas diferentes províncias passaram a constituir instituições autónomas, ficando a Universidade Agostinho Neto limitada a Luanda. Por outro lado, o número de universidades privadas aumentou muito significativamente. 
Como era de esperar, estes desenvolvimentos maciços e incisivos trouxeram consigo inúmeros problemas que a esta altura (2011) em muitos casos ainda não estão resolvidos. No sector das universidades provadas observa-se, desde já, em Luanda que a procura global foi sobre-estimada, e que não está garantida a viabilidade do conjunto das instituições actualmente existentes. De referir ainda que existem algumas universidades privadas que não foram oficialmente reconhecidas e cujos diplomas não são por conseguinte válidos.

## Organização e indicadores gerais
Desde a edição pela Assembleia Nacional da Republica de Angola da Lei de Bases do Sistema de Educação, Lei nº 13/2001, de 31 de Dezembro de 2001, o sistema de ensino angolano passou a configurar-se em seis subsistemas, a saber: Subsistema da Educação Pré-escolar, Subsistema do Ensino Geral, Subsistema do Ensino Técnico-Profissional, Subsistema de Formação de Professores, Subsistema da Educação de Adultos e Subsistema do Ensino Superior.

### Educação Pré-escolar
Em Angola institucionalmente a responsabilidade pela prestação de cuidados e educação à primeira infância é repartida entre os ministérios da Acção Social, Família e Promoção da Mulher e da Educação, como estabelece a Lei nº 13/2001, já que, define a educação pré-escolar como um subsistema de educação e ensino a que têm direito todas as crianças sem qualquer discriminação.
Os indicadores, no entanto, apontam que este nível de ensino ainda está muito aquém de ser considerado universal, principalmente quando se considera a zona rural do país.
Mais de 100 mil crianças estão matriculadas em Centros de Infância (CI's), sendo que em 2012 13% destes eram públicos, 20% privados e 67% comunitários/confessionais.

### Ensino Geral
Pela Lei de Bases o ensino geral passou a se configurar da seguinte maneira:
- Um Ensino Primário de 6 Classes (básico obrigatório);
- Um Ensino Secundário que integra dois ciclos (formação profissional básica/formação intermédia e educação regular/educação de adultos), com duração de 3 anos cada.

Para o ensino Primário definiu-se um conjunto de 10 disciplinas consideradas fundamentais para o desenvolvimento harmonioso e multifacético das crianças, distribuídos em função ao nível de escolaridade, a saber: Língua Portuguesa, Matemática, Estudo do Meio (somente até a 4ª classe), C. da Natureza (a partir da 5ª classe), História (a partir da 5ª classe), Geografia (a partir da 5ª classe), Ed. Moral e Cívica (a partir da 5ª classe), Ed.M.e Plástica, Ed.Musical e Educação Física.
De acordo com as estatísticas do Inquérito sobre o Bem-Estar da População (IBEP), em 2009, a frequência do ensino primário era estimada em 76.3%, com cerca de 23.7% da população em idade escolar fora da escola. Igualmente ao subsistema pré-escolar, o acesso à escola é mais baixo nas zonas rurais, alcançando apenas 66.8% de frequência.
A evasão escolar ou o atraso escolar são muito grandes, principalmente na zona rural. A percentagem da população com 6 ou mais anos de idade que nunca frequentou a escola é de 20%. E, dentre os que nunca frequentaram a escola, cerca de 26% são crianças na faixa etária dos 6-9 anos.
Talvez o maior gargalo do país esteja no fato de que mais de 60% das crianças que terminam o ensino primário não transitem para o ensino secundário e existe um elevado número de crianças fora do sistema escolar.
Em números absolutos, o número de alunos matriculados no ensino primário em 2012 era de 5.022.144, que inclui também crianças e jovens com atraso escolar (ou seja, sem que estejam na faixa etária dos 6-12 anos corresponde ao ensino primário). Os dados do IBEP estimam que 58,5% das crianças e adolescentes dos 12 aos 17 anos frequentam o ensino primário, em vez de estarem no secundário, indiciando um alto nível de atraso escolar.

### Ensino Técnico-Profissional

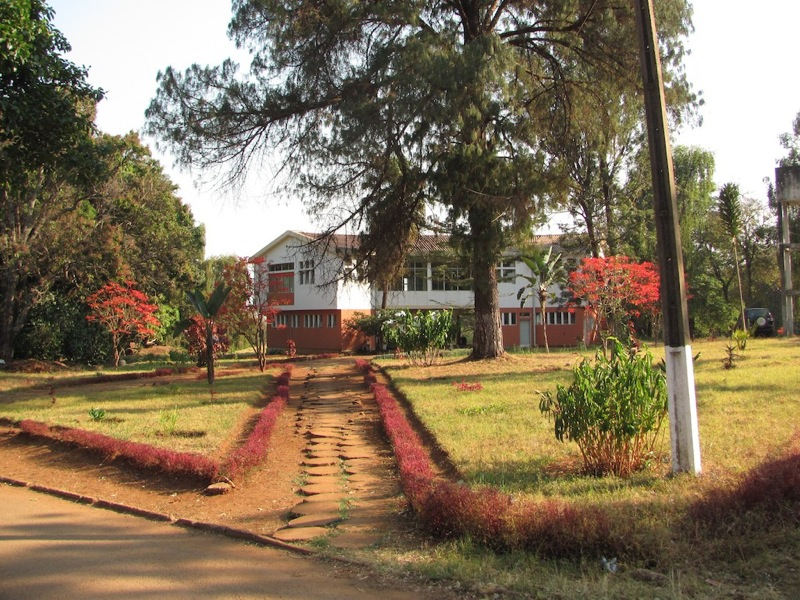
Prédios do Instituto de Investigação Agronômica, no Huambo, em 2011.

Para superar o nefasto quadro em que se encontrava o ensino técnico no país, foi criado o programa de Reforma do Ensino Técnico Profissional (RETEP), dentro da Lei de Bases, que entre outras coisas previa a reforma curricular dos cursos técnico-profissionais, a reabilitação e a criação de infraestruturas, o apetrechamento de laboratórios e oficinas e o aumento do corpo docente e a sua formação.
Desde a edição da Lei de Bases em Angola houve uma verdadeira explosão do número de estabelecimentos de ensino vocacionados para a educação técnica-profissional, passando de quatro institutos técnicos em 2003 (Instituto Médio Politécnico de Cabinda, Instituto Médio Industrial de Luanda, Instituto Médio Industrial do Prenda e Instituto Médio Industrial de Benguela) para 41 instituições em 2010, abrigando cerca de 120 mil alunos. Foi um crescimento extraordinário, que possibilitou formar uma nova geração de profissionais para o país, num esforço muito grande de superação dos efeitos da guerra civil.

### Formação de Professores
O subsistema de Formação de Professores estrutura-se nos seguintes níveis com duração de 4 a 6 anos, respectivamente:
- Médio Normal;
- Superior Pedagógico.

Compreende ainda acções que se enquadram na formação permanente:
- Agregação Pedagógica;
- Aperfeiçoamento.

No que diz respeito à melhoria da qualidade do ensino, a formação de professores é um elemento fundamental, sendo que, no período 2008-2012, foram formados 59.525 professores. O universo de professores que lecionavam nos vários sub-sistemas de ensino em 2012 era de 245.979. Porém, o número de professores formados em 2012 (12.854) representa apenas 5,2% do número total de professores. 

### Educação de Adultos
O subsistema de Educação de Adultos foi criado para extirpar o fantasma do analfabetismo que pairou sobre o país, principalmente após este abandonar a planificação socialista e adotar um sistema de mercado. Embora tenha sofrido revés na década de 1990, vale a pena destacar que a erradicação do analfabetismo de adultos foi muito vigorosa, pois em 1975 estimava-se que 85% da população era analfabeta, contra apenas 33% em 2009. Os piores indicadores quanto à alfabetização são registrados nas províncias do Bengo, Lunda Norte, Lunda Sul, Moxico, Cuando-Cubango e Cunene, acompanhado principalmente as famílias e indivíduos em situação de extrema pobreza.
A "taxa de alfabetização" permanece baixa entre os que se formam no sistema de ensino angolano, refletindo os problemas de qualidade e terminando naquilo que é conhecido como o analfabetismo funcional. Considerava-se, ainda, que dos cerca de 2.500.000 alfabetizados nas sucessivas etapas, cerca de 45% (maioritariamente mulheres) estivesse nessa condição.
Estima-se que 58.5% dos estudantes estejam em situação de atraso escolar de pelo menos um ano, ou seja, pode-se considerar que quase metade das
crianças e jovens na faixa etária dos 12 aos 17 anos não se encontram integrados adequadamente em programas de ensino correspondentes a sua idade. Ou seja, cerca de 2 milhões de pessoas estão atrasadas escolarmente. Este grupo cria um "gargalo" no sub-sistema de ensino geral.

### Ensino Superior

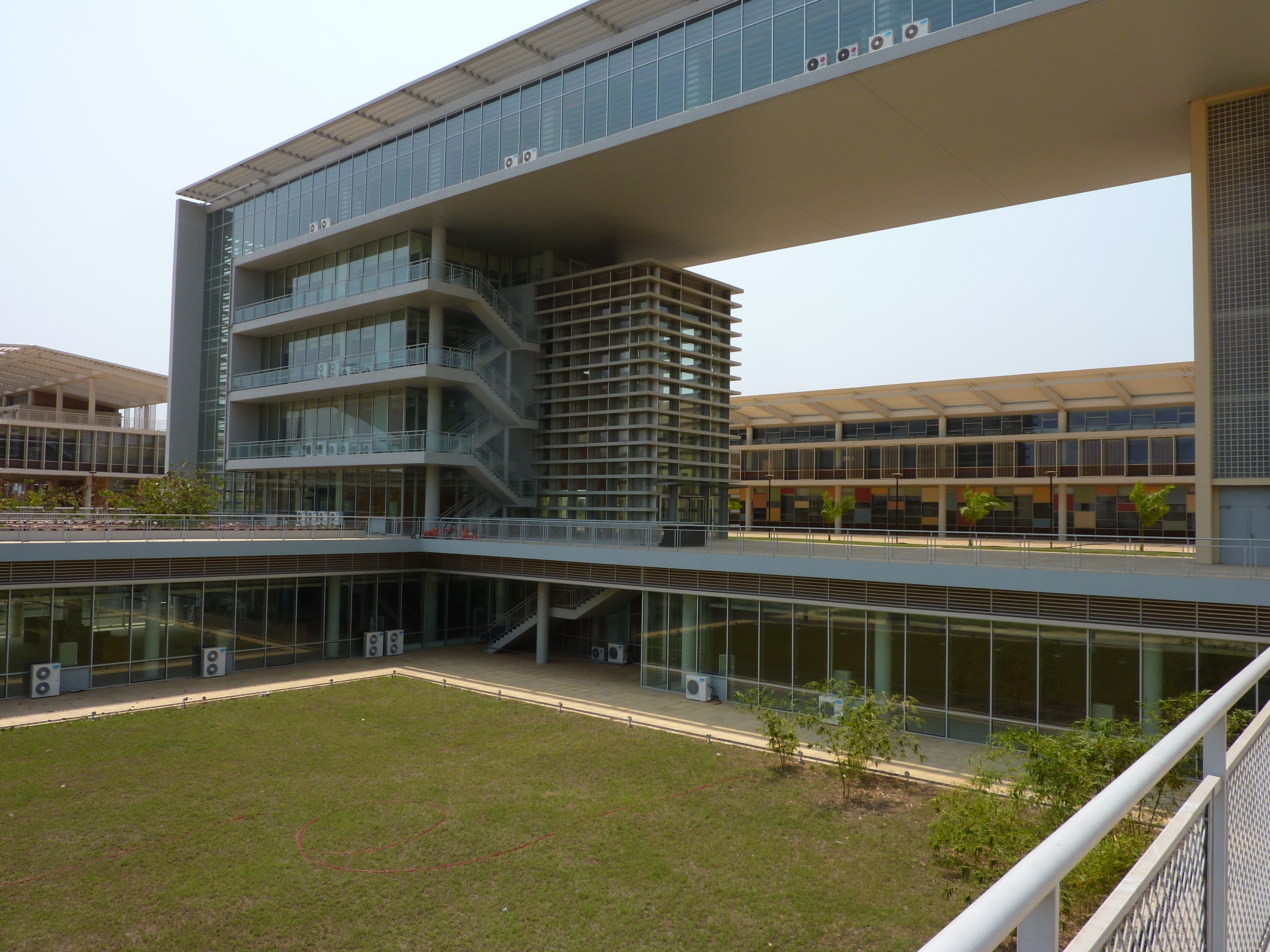
Cidade Universitária da Universidade Agostinho Neto, em 2011.

No subsistema do ensino superior, Angola experimentou uma transformação muito profunda, no que toca ao acesso (no sentido de quantidade de matrículas propriamente dito), dos docentes e da qualidade.
Para efeitos de comparação, o país pôde ter sua primeira universidade em 1962 (embora já dispusesse de cursos esporádicos e isolados desde o século XVII), sendo que, em 1964, tinha registrado 531 matrículas, e; em 2011 alcançou surpreendentes 140.016 estudantes matriculados nas instituições públicas e privadas. Os fatores que possibilitaram esse expressivo aumento foram a divisão (e consequente aumento) da oferta de cursos pelas novas universidades públicas regionais. A divisão deu origem a sete novas universidades e sete novos institutos. Por outro lado, a criação de várias instituições privadas, que, em 2011, somavam 10 universidades e 12 institutos politécnicos superiores.
No que diz respeito a docentes do ensino superior, os dados do período dão conta da existência de 839 profissionais no ano de 2000, saltando para 5.499 já em 2011, registrando uma elevação de 655,42%. Ainda assim, a razão professor-aluno é grande para a média da OCDE.
Numa visão qualitativa, porém, há um reconhecimento de que existe uma má qualidade de ensino em níveis inferiores, que força para baixo os indicadores, visto haver a necessidade de nivelamento. Outros fatores incluem a ausência de investigação, bem como de divulgação científica, assim como de estruturas de suporte à investigação, como bibliotecas e laboratórios. Ainda é destacado como problema sério a fraude acadêmica e a corrupção, como a exigência de pagamento para ingresso no sistema público até ao pagamento para elaboração de trabalhos de licenciatura, passando por suborno para atribuição de notas acadêmicas e promoções na docência sem a qualificação necessária.
Em relação aos Institutos Superiores Politécnicos e às Escolas Superiores não afiliadas às universidades públicas, foi fundado o Ministério do Ensino Superior, para que este desse suporte ao crescente número de vagas nos mesmos.